# Júvál Neemán
Júvál Neemán (héberül יובל נאמן, izraeli angol átírással Yuval Neeman, Tel-Aviv, 1925. május 14. – Tel-Aviv, 2006. április 26.), izraeli fizikus és politikus.
1925-ben született Tel-Avivban. 15 éves korában végezte el a középiskolát, majd gépészmérnöknek tanult a Technionban. Szintén 15 éves korában csatlakozott a Hágánához. Az 1948-as első zsidó-arab háborúban az izraeli hadseregben szolgált mint zászlóaljparancsnok-helyettes, majd Tel-Aviv hadműveleti parancsnoka és a Giváti dandár parancsnoka volt. Később, 1952-1954-ben a vezérkarban szolgált, ahol segített a hadsereget a tartalékosokra alapozni, kidolgozta a mozgósítási rendszert és az első tanulmányt írta az izraeli védelmi doktrínáról. 1958-1960-ban védelmi attasé volt Nagy-Britanniában, ahol Abdusz Szalám irányításával a University of London-on fizikus PhD fokozatért tanult. 1961-ben ezredesként szerelt le az izraeli hadseregből.
1962-ben Murray Gell-Manntól függetlenül javasolta a hadronok osztályozását SU(3)-ízszimmetriájuk alapján SU(3)-szupermultiplettekbe. Fontos hozzájárulásai voltak a részecskefizika, asztrofizika, kozmológia és tudományfilozófia területén.
A Tel-avivi Egyetem Fizikai és Csillagászati Iskolájának alapítója és vezetője volt 1965-1972-ig, az egyetem elnöke 1971-1975-ig és a Sackler Institute of Advanced Studies igazgatója 1979-1997-ig. 1968-1990-ig a Center for Particle Theory igazgatója volt (University of Texas, Austin).
1983-ban megalapította az Izraeli Űrügynökséget, aminek majdnem haláláig elnöke maradt. Az Atomenergia Bizottság tagja volt 1965-1984-ig a Sórék Magkutató Központ igazgatójaként. 1974-1976-ig a védelmi minisztérium vezető tudományos szakértője volt.
Az 1970-es évek végén megalapította a Tehíjá mozgalmat, a Likud szakadár pártját, hogy tiltakozzon az 1978-as Camp David-i tárgyalások ellen, ami kikövezte az utat az Egyiptommal kötött béke, és a Sínai-félsziget kiürítése előtt. 1982-1992-ig a Tehíjá képviselője volt a Kneszetben. Neemán alapította a Tudományos és Technológiai Minisztériumot és a minisztere volt Jichák Sámír kormányában.
Tel-Aviv-ban hunyt el 2006. április 26-án, akut agyvérzés következtében. Feleségétől, Dvórától egy fia és lánya maradt utána.

## Díjai, kitüntetései
- 1969: Israel Prize az egzakt tudományok területén
- 1969: Albert Einstein-díj
- 2003: EMET-díj A Művészetért, Tudományért és Kultúráért – az atommag és komponenseinek megfejtéséért, az izraeli szubatomi fizika fejlesztéséért